# Landesregierung Lemisch I
Die Landesregierung Lemisch I war die erste Regierung des Landes Kärnten nach dem Ende der österreichisch-ungarischen Monarchie. Sie agierte unter der Führung des Landesverwesers bzw. (nach einer Verfassungsänderung) Landeshauptmannes Arthur Lemisch (Kärntner Bauernbund). Dieser folgte dem letzten Landeshauptmann der Monarchie, Leopold von Aichelburg-Labia, nach, und blieb bis zur Angelobung der Landesregierung Gröger am 22. Juli 1921 im Amt.

## Entstehung
Am 26. Oktober 1918 hatten die Vertreter der größeren politischen Parteien sich auf die Einrichtung eines Vollzugsausschusses und mehrerer Nebenausschüsse geeinigt. Zum Vorsitzenden des Vollzugsausschusses wurde Arthur Lemisch gewählt. Aufgabe dieses Ausschusses war die Vorbereitung einer konstituierenden Landesversammlung. Diese wurde nicht unmittelbar demokratisch gewählt, sondern war nur als Übergangslösung bis zur Abhaltung regulärer Wahlen gedacht. Ihre Zusammensetzung hatte man aus Ergebnissen der Reichsratswahl 1911 abgeleitet. Diese sogenannte Provisorische Landesversammlung trat dann am 11. November 1918 erstmals zusammen. Aus ihr wurde ein zehnköpfiger Landesausschuss zur Verwaltung des Landes gewählt, dieser wiederum wählte Arthur Lemisch zum Landesverweser und als seine beiden Stellvertreter Florian Gröger (SDAP, nach dessen Wahl in den Nationalrat 1919 ersetzt durch August Neutzler) und Gustav Frank (CSP). Der Titel Landesverweser wurde gewählt, da während der Monarchie sowohl ein Landeshauptmann als auch ein Landespräsident existiert hatten und die genauen Befugnisse des Amtes in der jungen Republik erst in Ausarbeitung begriffen waren.
Die Provisorische Landesversammlung sollte durch eine Wahl im Juni 1919 legitimiert werden, dazu wurde am 21. März 1919 das Gesetz betreffend die Einberufung des verfassungsgebenden Landtages von Kärnten beschlossen. Dieser sollte auf 45 Personen reduziert werden und direkt die Aufgabe haben, die Landesregierung (bestehend aus dem Landeshauptmann, seinen beiden Stellvertreter und fünf Landesräten) zu wählen. Aufgrund des aufkommenden Konfliktes mit dem Königreich Jugoslawien, das Gebietsforderungen an Kärnten stellte und Teile des Landes militärisch besetzte (Kärntner Abwehrkampf), musste die Wahl jedoch verschoben werden. Die Provisorische Landesversammlung und die Regierung Lemisch I agierten daher bis zur Landtagswahl 1921 weiter.

## Zusammensetzung
Die folgende Liste gibt die Zusammensetzung der Regierung bei ihrer Konstituierung im November 1918 wieder. Die Deutschdemokratische Partei (DDP) war ein Zusammenschluss mehrerer deutschnationaler Parteien mit dem Kärntner Bauernbund (KBB), der sich am 19. November 1918 (also nur 8 Tage nach Konstituierung der Landesversammlung) gebildet hatte. Er zerbrach kurz vor der Wahl 1921, da der Bauernbund sich seiner vollständigen Eingliederung widersetzte. Bei Mitgliedern des Bauernbundes sind daher beide Parteizugehörigkeiten angeführt.
| Amt                                           | Name              | Partei  | Anmerkungen                                                                                   |
| --------------------------------------------- | ----------------- | ------- | --------------------------------------------------------------------------------------------- |
| Landesverweser bzw. Landeshauptmann           | Arthur Lemisch    | KBB/DDP |                                                                                               |
| Stv. Landesverweser bzw. Stv. Landeshauptmann | Florian Gröger    | SDAP    | Nach Berufung in den Nationalrat im Februar 1919 ersetzt durch August Neutzler                |
| Stv. Landesverweser bzw. Stv. Landeshauptmann | Gustav Frank      | CSP     |                                                                                               |
| Mitglied des Landesausschusses                | Hans Angerer      | DDP     |                                                                                               |
| Mitglied des Landesausschusses                | Alois Hönlinger   | KBB/DDP | Verstarb am 9. Mai 1920, Amt mit Fritz Dörflinger (DDP) nachbesetzt                           |
| Mitglied des Landesausschusses                | Vinzenz Schumy    | KBB/DDP |                                                                                               |
| Mitglied des Landesausschusses                | Johann Schatzmayr | SDAP    |                                                                                               |
| Mitglied des Landesausschusses                | August Neutzler   | SDAP    | Nach der Berufung von Florian Gröger in den Nationalrat seit Februar 1919 Stv. Landesverweser |
| Mitglied des Landesausschusses                | Silvester Leer    | CSP     |                                                                                               |
| Mitglied des Landesausschusses                | Franz Kirschner   | KBB/DDP |                                                                                               |